# Jabbin
Pour les articles homonymes, voir Jabin (homonymie).
Jabbin est un logiciel de type client Jabber libre et multiplate-forme implémentant de la VoIP basée sur Jingle (Jabber) et le codec libre speex.
La version 1.0 est sortie en décembre 2005, issue d'un fork de la branche 0.10 de développement de Psi.
Jabbin supporte maintenant Jingle dans sa version 2.0 et devrait supporter la vidéo dans sa version 3.0.
La version 2.0 est sortie fin juin 2006 avec intégration de la voix.
Une version pour Mac OS X est prévue.
Ce client est distribué selon les termes de la licence GNU GPL.

## Copies d'écran

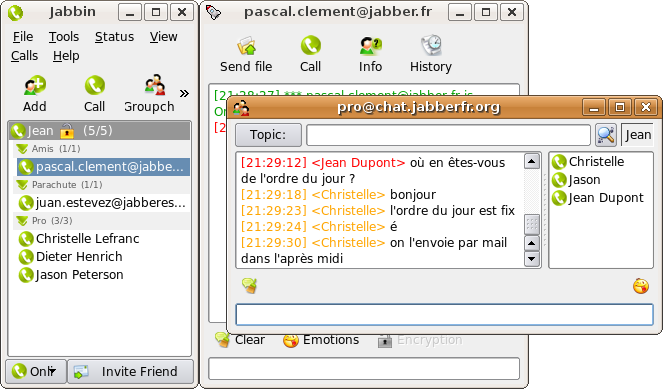
Jabbin avec liste de contacts et fenêtre de chat